# Zisterzienserinnenkloster Petersberg
Das Zisterzienserinnenkloster Petersberg war von 1259 bis 1525 ein Kloster der Zisterzienserinnen in Petersberg (Saale-Holzland-Kreis) in Thüringen.

## Geschichte
Im Tal der Wethau wurde 1259 ein Zisterzienserinnenkloster gestiftet, dem das Dorf Petersberg bei Eisenberg seine Entstehung verdankt. Im Zuge der Reformation wurde das Kloster 1525 aufgelöst. Die heutige Kirche St. Peter und Paul ist jüngeren Datums. Das Kloster ist nicht zu verwechseln mit dem Kloster Petersberg auf dem Petersberg (bei Halle).